# Ascocalathium
Ascocalathium es un género de hongos en la familia Pyronemataceae. Es monotipo, y solo contiene la especie Ascocalathium stipitatum.